# Rally-VM 2010
Rally-VM 2010 var den 38:e säsongen av FIA:s Rally-VM. Säsongen startade med Svenska rallyt och avslutades med Brittiska rallyt. Fransmannen Sébastien Loeb med Daniel Elena som kartläsare i en Citroën blev även detta år världsmästare. 

## Kalender
| Datum                  | Rally                      | Underlag    | Segrare förare     | Kartläsare       | Bil                  |
| ---------------------- | -------------------------- | ----------- | ------------------ | ---------------- | -------------------- |
| 12-14 februari         | Rally Sweden               | Snö/Is/Grus | Mikko Hirvonen     | Jarmo Lehtinen   | Ford Focus RS WRC 09 |
| 5-7 mars               | Corona Rally Mexico        | Grus        | Sébastien Loeb     | Daniel Elena     | Citroën C4 WRC       |
| 1-3 april              | Jordan Rally               | Grus        | Sébastien Loeb     | Daniel Elena     | Citroën C4 WRC       |
| 16-18 april            | Rally Turkey               | Grus/Asfalt | Sébastien Loeb     | Daniel Elena     | Citroën C4 WRC       |
| 7-9 maj                | Rally New Zealand          | Grus/Asfalt | Jari-Matti Latvala | Miikka Anttila   | Ford Focus RS WRC 09 |
| 28-30 maj              | Vodafone Rally de Portugal | Grus        | Sébastien Ogier    | Julien Ingrassia | Citroën C4 WRC       |
| 9-11 juli              | Rally Bulgaria             | Asfalt      | Sébastien Loeb     | Daniel Elena     | Citroën C4 WRC       |
| 29-31 juli             | Neste Oil Rally Finland    | Grus        | Jari-Matti Latvala | Miikka Anttila   | Ford Focus RS WRC 09 |
| 20-22 augusti          | ADAC Rally Deutschland     | Asfalt      | Sébastien Loeb     | Daniel Elena     | Citroën C4 WRC       |
| 10-12 september        | Rally Japan                | Grus        | Sébastien Ogier    | Julien Ingrassia | Citroën C4 WRC       |
| 30 september-3 oktober | Rallye de France           | Asfalt      | Sébastien Loeb     | Daniel Elena     | Citroën C4 WRC       |
| 22-24 oktober          | RACC Rally de Espana       | Asfalt      | Sébastien Loeb     | Daniel Elena     | Citroën C4 WRC       |
| 11-14 november         | Rally of Great Britain     | Grus        | Sébastien Loeb     | Daniel Elena     | Citroën C4 WRC       |

## Förar-VM
| Plats | Förare             | Märke   | Poäng |
| ----- | ------------------ | ------- | ----- |
| 1     | Sébastien Loeb     | Citroën | 276   |
| 2     | Jari-Matti Latvala | Ford    | 171   |
| 3     | Petter Solberg     | Citroën | 169   |
| 4     | Sébastien Ogier    | Citroën | 167   |
| 5     | Dani Sordo         | Citroën | 150   |
| 6     | Mikko Hirvonen     | Ford    | 126   |
| 7     | Matthew Wilson     | Ford    | 74    |
| 8     | Henning Solberg    | Ford    | 45    |
| 9     | Federico Villagra  | Ford    | 36    |
| 10    | Kimi Räikkönen     | Citroën | 25    |